# Sweltsa umbonata
Sweltsa umbonata is een steenvlieg uit de familie groene steenvliegen (Chloroperlidae). De wetenschappelijke naam van de soort is voor het eerst geldig gepubliceerd in 1995 door Surdick.